# Grdina
Grdina este o localitate din comuna Majšperk, Slovenia, cu o populație de 129 de locuitori.